# Danh sách chính đảng Thái Lan
Dưới đây là danh sách các chính đảng tại Thái Lan. Thái Lan là một quốc gia có chế độ chính trị đa đảng. Trước cuộc bầu cử năm 2001, cuộc bầu cử đầu tiên được tranh cử theo bản "Hiến pháp Nhân dân" năm 1997, tất cả các chính phủ dân sự đều là chính phủ liên hiệp. Tuy nhiên, trong cuộc Tổng tuyển cử năm 2005, Đảng Người Thái yêu người Thái đã giành được 377 ghế trong số 500 ghế ở Hạ viện và đã trở thành "chính phủ một đảng" trong lịch sử Thái Lan.

## Các đảng phái

### Đảng lớn
- Đảng Dân chủ (Phak Prachatipat)
- Quốc Dân Đảng (Thái Lan) (Phak Chart Thai)
- Đảng Nhân dân Vĩ đại (Phak Mahachon)

### Đảng nhỏ
- Đảng Công dân
- Đảng Phát triển Dân tộc
- Đảng Hành động Xã hội
- Đảng Tổ quốc Thái
- Phak Khonkhoplodnee
- Đảng Khát vọng Mới (Phak Khwam Wang Mai)
- Đảng Quần chúng (chính đảng của Liên minh Dân chủ Nhân dân)

### Trong lịch sử
- Đảng Cộng sản Thái Lan
- Đảng Dân chủ Tự do – đã sáp nhập vào Đảng Thai Rak Thai
- Đảng Người Thái yêu người Thái (Phak Thai Rak Thai) – đã bị giải thể ngày 30 tháng 5 năm 2007 vì vi phạm luật bầu cử.
- Đảng Sức mạnh Nhân dân (Palang Prachachon, PPP)